# 克利夫兰布朗体育场
克利夫兰布朗体育场（英语：Cleveland Browns Stadium）是一座位于俄亥俄州克利夫兰的体育场，主要用于举办美式橄榄球比赛。该体育场是NFL球队克利夫兰布朗的主场，有时也会承办大学橄榄球、高中橄榄球、足球、曲棍球和演唱会。体育场于1999年落成，在2013年至2023年间被冠名为第一能源体育场（英语：FirstEnergy Stadium）。体育场最开始可以容纳73,200人，但在2014年体育场一期改造完成后，球场的容纳量已经减至67,431人。体育场坐落在克利夫兰市中心北岸港地区的伊利湖和克利夫兰纪念海岸之间的一片面积为31英畝（13公頃）的陆地上，毗邻大湖科学中心和摇滚名人堂。这片陆地在1931年至1996年之间是克利夫兰体育场的所在地。

## 历史
克利夫兰布朗体育场位于克利夫兰体育场（俗称克利夫兰市政体育场）的旧址上。该多功能体育场修建于1931年，从1946年克利夫兰布朗成立直到1995赛季都一直是布朗队的主场。1995年赛季中期，克利夫兰布朗队老板阿特·莫德尔宣布计划将球队迁往巴尔的摩，这直接引起了克利夫兰市和布朗队季票持有者所发起的法律诉讼。在宣布这一消息的第二天，凯霍加县批准延长了1990年对烟酒产品所征收的罪恶税，以资助克利夫兰体育场的翻新工程。最终，作为阿特·莫德尔、克利夫兰市和NFL协议的一部分，克利夫兰市同意拆除旧克利夫兰体育场，并使用罪恶税所募集的资金在原址修建一座新的体育场。莫德尔则同意将布朗队的名称、颜色和历史留在克利夫兰市，并将原先的球队阵容变更为一支新的球队（即现时的巴尔的摩乌鸦队）。NFL则同意在1999年之前通过扩张或迁移另一支球队的方式重新激活“布朗队”。旧克利夫兰体育场的拆除工作从1996年11月开始，1997年年初完成。体育场的废墟被淹没在了伊利湖中，如今已成为一个人工礁石。
新体育场于1997年5月15日破土动工，并于1999年7月正式投入使用。1999年8月21日，克利夫兰布朗体育场的首场比赛揭幕，坐镇主场的克利夫兰布朗队以14-21不敌到访的明尼苏达维京人队。1999年9月12日晚，克利夫兰布朗体育场的第一场正式比赛进行，克利夫兰布朗队以0-43的悬殊比分惨败给匹兹堡钢人队。
自2011年开始，克利夫兰布朗体育场被称为“悲伤工厂”（Factory of Sadness），这一名称来源于喜剧演员、布朗队球迷麦克·波尔克，后者在克利夫兰布朗体育长外录制了一段视频，用“悲伤工厂”这一词来表达对布朗队战绩的不满。2021年，在克利夫兰布朗战胜同区死敌匹兹堡钢人后，当地电视台播放了一段波尔克关闭“悲伤工厂”的视频。
截至2022年NFL赛季，克利夫兰布朗体育场和拉斯维加斯突袭者队的忠实体育场是唯二没有举办过任何NFL季后赛的场馆，但忠实体育场计划在2024年2月举办第58届超级碗。布朗队和亚特兰大猎鹰队、底特律雄狮队、拉斯维加斯突袭者队、洛杉矶闪电队和纽约喷气机队是六支尚未在其现有球场举办过主场季后赛的球队之一，不过除了克利夫兰布朗体育场之外，其他的五座球场都曾举办或即将举办超级碗的比赛。

## 设施

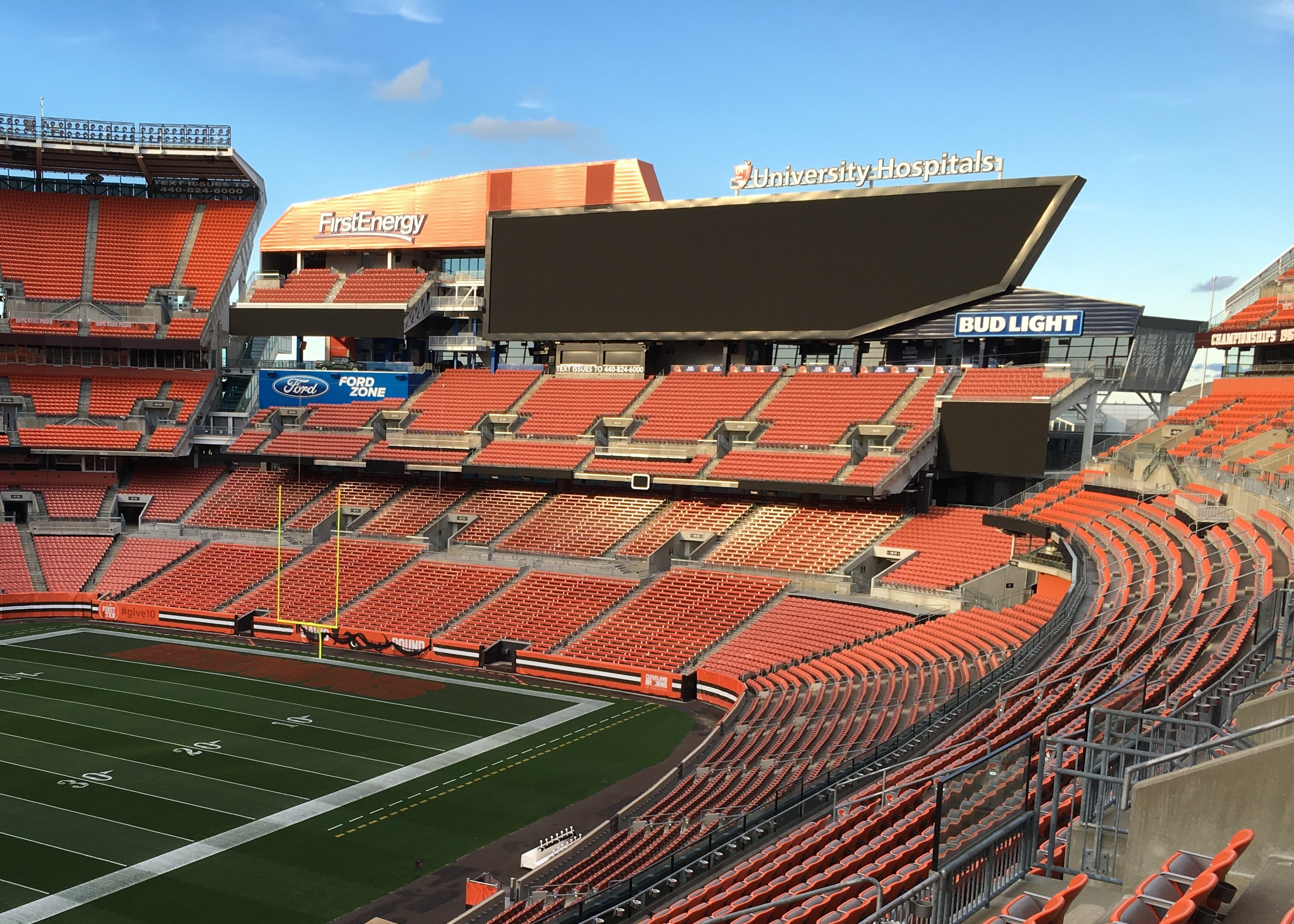
“恶犬围栏”看台区（摄于2016年）

### 建筑
该体育场由博普乐思负责设计（当时名为“HOK Sport”），并由总部位于印第安纳波利斯的亨特建筑集团负责施工。体育场主体采用混凝土和玻璃结构，底部使用了天然石材。比赛场地使用的是草地早熟禾，根区为沙土，同时拥有地下供热系统。虽然该球场是为美式橄榄球比赛而设计的，但其场地的面积足以容纳国际足球赛事。东侧端区后的座位区是克利夫兰布朗队死忠恶犬围栏的看台区，这一区域的设计继承了克利夫兰体育场原有的区域。当克利夫兰布朗体育场于1999年开放时，恶犬围栏拥有10,644个座位，但在2014年体育场翻修之后，这一区域的座位数被调减，以便安装一个新的、更大的计分板。

### 改造
2013年，布朗队的老板吉米·哈斯勒姆宣布对克利夫兰布朗体育场进行现代化改造。改造工程分为两个阶段，分别在2014赛季和2015赛季的休赛期进行。第一阶段包括改进音响系统、安装新的记分牌（大小是原先的三倍、当时NFL体育场中第四大的记分牌），以及在下层看台增加更多的座位。第二阶段的改造主要包括球场内的特许经营、技术、高级套房的升级改造等。两阶段的翻修完成后，体育场可容纳人数已减少至68,000人。据估计，两阶段翻修工程的总成本为1.2亿美元，其中克利夫兰市政府将在15年内支付3000万美元，其余费用由布朗队承担。

### 服务
克利夫兰布朗体育场没有公共停车场，不过附近的克利夫兰港务局、大湖科学中心等可以提供停车服务。此外，克利夫兰市的轻轨线路也经过该体育场。

## 冠名权

体育场2013年至2023年所使用的标识

克利夫兰市最开始选择不出售体育场本身的冠名权，这在近年来建造的美国大型体育场中极为罕见。不过，该市出售了体育场四个主要大门入口的命名权。最开始，这些大门分别由国家城市银行、史帝瑞、科尔康姆公司和克利夫兰医学中心命名。这一安排后来被终止，但随后又部分恢复。截至2022赛季，球场的西南门由迈尔公司赞助，东南门由克利夫兰大学医院赞助，东北门则由电子商户系统赞助。。
2012年8月，布朗队老板兰迪·勒纳将克里夫兰布朗队出售给卡车连锁店PFJ的CEO吉米·哈斯勒姆。在2012年10月交易完成之前，哈斯勒姆宣布将要出售球场的冠名权。哈斯勒姆排除了由他的家族企业购买冠名权的可行性，同时他提到他已经收到了一些冠名权的报价，而且这些报价俊不来自于他的家乡田纳西州。2013年1月14日，据报道，克利夫兰布朗的冠名权被出售给了一家总部位于阿克伦的电力企业第一能源公司，该企业主要供给俄亥俄东北部大部分地区的用电。布朗队于次日宣布，体育场将更名为“第一能源体育场、布朗队主场”（FirstEnergy Stadium, Home of the Cleveland Browns），该交易于2013年2月15日正式获得克利夫兰市议会的批准。不过，具有讽刺意味的是，该体育场的用电实际上是由城市电力公司克利夫兰公共能源公司负责生产和支付的，而不是第一能源公司.
第一能源公司对球场冠名权的协议原定于2029年到期。然而，由于第一能源公司卷入了俄亥俄州核贿赂丑闻，克利夫兰市议会于2022年6月通过一项决议，敦促第一能源公司尽快放弃其对克利夫兰布朗体育场的冠名权。尽管此前布朗队和第一能源公司都没有提出撤销冠名权协议的动议，但在2023年4月13日，布朗队还是发布了官方声明，宣布立即终止冠名权交易，恢复体育场的原名。

## 其他活动
除了举办布朗队的NFL主场比赛之外，体育场还会承办如大学橄榄球、高中橄榄球、国际足球、演唱会等其他文体活动。

### 大学、高中橄榄球赛和其他综合体育赛事
2004年和2005年，俄亥俄经典赛大学橄榄球赛都在该体育场进行。2006年9月，体育场举办了威斯康星大学獾队和鲍林格林大学猎鹰队的大学橄榄球赛事，上座人数达到30,307人。2007年至2009年，体育场承办了爱国者碗作为中美联盟的赛季揭幕战。其中，2009年的最后一届爱国者碗在俄亥俄州立大学七叶树队和托莱多大学火箭队之间展开。尽管比赛被视为在托莱多大学的主场进行，但到场的71,727名观众大多数都是俄亥俄州立大学的球迷。
克利夫兰布朗体育场曾举办过多场高中橄榄球赛，包括俄亥俄高中体育协会（OHSAA）锦标赛的季后赛。2010年8月，在克利夫兰布朗体育场举办了由四支地区橄榄球强队进行的“高中橄榄球慈善赛”。2016年10月，该体育场还主办了克利夫兰两大教会学校圣依纳爵高中和圣爱德华高中的橄榄球对抗赛，有17,400名球迷到场观看。
除了橄榄球之外，以改装赛车为主的怪物果酱大赛也曾在2022年和2023年两次在克利夫兰布朗体育场举行。

### 足球

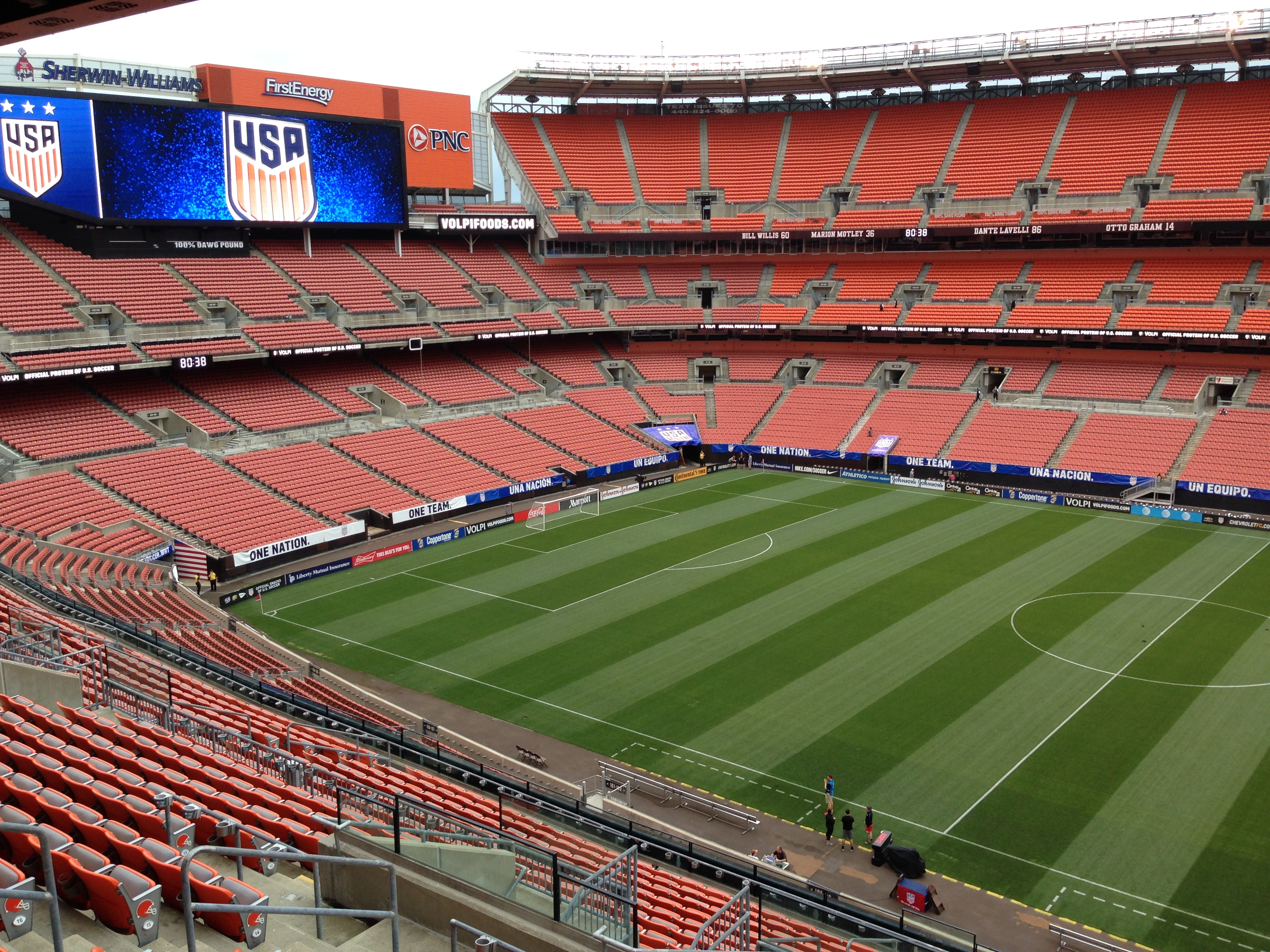
克利夫兰布朗体育场的足球场画线

克利夫兰布朗足球场是美國國家男子足球隊和美国国家女子足球队的主场之一。在2006年国际足联世界杯前夕，该体育场举办了美国男足和委内瑞拉国家足球队的比赛，美国以2-0获胜。2013年，美国男足在该体育场迎战比利时，最终以2-4告负。该体育场承办了2017年美洲金盃和2019年美洲金盃的部分赛事。
美国女足曾三次在该体育场进行比赛。2010年，美国女足以4-0击败德国国家女子足球队；2016年，美国女足2-0击败日本女足，这场比赛吸引了23,535名球迷到场观看，是俄亥俄州举办的美国女足比赛中观众最多的一次；2018年，美国女足在友谊赛中以2-1战胜中国女足。

### 冰球
克利夫兰布朗体育场自2023年起也作为室外冰球的比赛场地。首场名为湖上对决的大学冰球比赛在密歇根大学狼獾队和俄亥俄州立大学七叶树队之间展开。比赛在2月18日进行，俄亥俄州立大学以4-2的比分击败密歇根大学，45,523的上座人数也创下了中立场地室外大学冰球比赛的上座率纪录。2月22日，克利夫兰布朗体育场还举办了美国冰球联盟扬斯敦幻影队和锡达拉皮兹粗野骑士队的比赛，最终幻影队以4-1取胜。3月4日，名为“克利夫兰怪兽队户外经典赛”的冰球比赛在该体育场进行，在由于场地状况而延期5小时开球之后，克利夫兰怪兽队在加时赛中以3-2战胜了威尔克斯·巴里/斯克兰顿企鹅队。

### 演唱会
2000年，乔治·斯特雷特在克利夫兰布朗体育场举办了体育场落成后的第一场演唱会，之后超级男孩和三大男高音都陆续在体育场举办了演唱会。肯尼·切斯尼曾三次将体育场作为巡演的演出场地之一。2015年，单向组合和卢克·布莱恩的演唱会都在该体育场进行。U2乐团、碧昂丝和泰勒·斯威夫特都在克利夫兰布朗体育场举办过演唱会。
受到COVID-19的影响，体育场在2020年和2021年的演唱会被迫取消，但2022年各项活动又逐步回归，包括威豹乐队、克鲁小丑乐团、机关枪凯利、艾薇儿·拉维尼等知名乐队和歌手都在克利夫兰布朗体育场举办了演唱会。